# 中央研究院站
中央研究院站，工程代碼R01，位於中華民國臺北市南港區，曾是臺北捷運淡水信義線規劃中的捷運車站。2005年立委蔡正元曾提出延伸中央研究院計畫，並於2009年7月完成《信義線東延段延伸中央研究院可行性研究評估》，設有三站，分別為玉成公園站（R02）、國家生技研究園區站（R01）、中央研究院站（R60），總計4.2公里，但評估後認為效益不足。而後又於2015年7月完成《信義線東延段延伸中央研究院初步評估》，改為設南港公園站（R02）、中央研究院站（R01）二站，但仍評估運量不足營運困難而取消。

## 車站概要
車站計劃設於中央研究院附近。
避免與已營運之南港線服務圈域過度重疊並兼顧國家生技園區與中央研究院之發展需求下，研擬信義線東延段再繼續向東延伸南港公園旁設置R02車站及中央研究院旁設置R01車站。

## 車站歷史
2015年7月，完成「信義線東延段延伸中央研究院初步評估」報告。目前可掌握之發展條件，信義線東延段再接續延伸中央研究院案，尚不具財經效益，整體評估結果不可行。

## 車站週邊
- 中央研究院